# Homeworld 2
Homeworld 2 è un gioco di strategia in tempo reale, seguito di Homeworld della Relic Entertainment. Homeworld 2 è ambientato 100 anni dopo il primo episodio; saremo chiamati a difendere Hiigara dai Vaygr, accorgimento già attuato con Homeworld: Cataclysm. Mentre nel primo Homeworld le razze in guerra erano sostanzialmente identiche dal punto di vista strategico, del design e degli engines, in Homeworld 2 Hiigaran e Vaygr avranno a disposizione armamenti, navi e capacità molto diverse.
Ad aprile 2013 Gearbox ha acquistato all'asta la proprietà intellettuale di Homeworld per 1,35 milioni di dollari.

## Struttura di gioco
Il gameplay di Homeworld 2 non si discosta dall'approccio già visto nel predecessore; il campo di battaglia (lo spazio) offre, rispetto a tanti altri giochi di strategia, anche la terza dimensione, cioè l'altitudine rispetto al proprio punto di vista. Il gioco si basa sulle "Unità Risorse"(UR, o RUs in inglese), che sono la moneta di gioco. Servono sia a creare navi che a ricercare tecnologia, piazzando dei limiti sulla combinazione di ricerca e costruzione navi a partita.
La flotta del giocatore è comandata dalla Astronave Madre(Mothership), la cui distruzione causa il game over nel singleplayer, e una grave perdita nel multiplayer. L'Astronave Madre è capace di costruire tutte le navi tranne quelle più grandi.

## Remake
Il 19 luglio 2013 Gearbox Software ha annunciato la distribuzione di Homeworld HD e Homeworld 2 HD, insieme alle versioni originali per il 2014.
Il 6 marzo 2014 Homeworld HD venne rinominato Homeworld Remastered Collection. La collezione include le versioni originali e con la grafica aggiornata. Il remake comporta texture e modelli in alta risoluzione, nuovi effetti grafici, scene cinematografiche ricreate e il supporto per l'HD, l'ultra HD e il 4K. La modalità multiplayer per entrambi i titoli è stata combinata in un solo gioco.